# Riekje Swart
Hendrika (Riekje) Swart (George Town, Penang, Maleisië, 1923 – Amsterdam, 27 september 2008) was een Nederlandse galeriehoudster. Tussen 1964 en 2000 presenteerde zij actuele kunst van opkomende kunstenaars die op dat moment tot de avant-garde behoorden. Riekje Swart werkte aanvankelijk als personeelschef bij een bank. Pas op eenenveertigjarige leeftijd begon ze Galerie Swart. 

## Galerie Swart
De galerie begon in 1964 aan de Keizersgracht en verhuisde later naar Van Breestraat nr. 23 in Amsterdam. Samen met galerie Art & Project en de galerie van Helen van der Meij behoorde zij tot de weinige platforms voor nieuwe kunst van internationaal niveau in Nederland. Galerie Riekje Swart was gevestigd in een tot sobere expositieruimte omgebouwde benedenverdieping vlak bij het Concertgebouw. Zij veranderde haar programma een paar keer op een radicale manier. Stromingen die aan bod kwamen waren bijvoorbeeld arte povera, nieuwe figuratie, conceptuele kunst, concrete kunst, Nieuwe Wilden en transavanguardia italiana. Ook bracht zij werk van vooruitstrevende sieraadontwerpers als Gijs Bakker en Emmy van Leersum (1966).
In 2000 stopte ze met de galerie. Ter afsluiting kwam er nog één tentoonstelling met werk uit de jaren zestig van haar eerste protégés Bob Bonies, Ad Dekkers en Peter Struycken.
In 2002 ontving Riekje Swart de Benno Premsela Oeuvreprijs van het Fonds BKVB (Beeldende kunst, Vormgeving en Bouwkunst) voor haar "onuitwisbare galerie" en "uitgesproken programma".

## Kunstenaars
Kunstenaars die zij representeerde waren onder anderen:
jaren 1960 - conceptuele kunst - schilderkunst
- Gijs Bakker
- Nicolaas van Beek
- Marinus Boezem

- Jan Dibbets
- Ger van Elk
- Emmy van Leersum

- Reinier Lucassen
- Ans Wortel
- Jan van der Zee

jaren 1970 - geometrisch-abstracte kunst
- Ad Dekkers
- Carel Balth
- Lucio Fontana

- Sol LeWitt
- Agnes Martin
- Bob Bonies

- François Morellet
- Peter Struycken
- Gerhard von Graevenitz

jaren 1980 - nieuwe expressionisten
- Figuration Libre
- Rémi Blanchard
- Christie van der Haak

- transavanguardia italiana
- Nieuwe Wilden:
- Walter Dahn

- Jiří Georg Dokoupil
- Milan Kunc

jaren 1990 - jonge schilders en beeldhouwers
- Wim Delvoye

- Joost van den Toorn

- Martin Sjardijn